# Amarachi Obiajunwa
Amarachi Favour Obiajunwa (ur. 10 października 1989) – nigeryjska zapaśniczka walcząca w stylu wolnym. Dwukrotna olimpijka, piętnasta w Pekinie 2008 w wadze 72 kg i Londynie 2012 w kategorii 72 kg.
Dwunasta na mistrzostwach świata w 2011. Triumfatorka igrzysk afrykańskich w 2007. Pierwsza na mistrzostwach Afryki w 2008 i druga w 2011 roku.

## Turniej wPekinie 2008
| Konkurencja         | Walki               | Klas. końcowa |
| Konkurencja         | Przeciwnik I        | Miejsce       |
| ------------------- | ------------------- | ------------- |
| styl wolny do 72 kg | Ali Bernard (USA) L | XV            |

## Turniej wLondynie 2012
| Konkurencja         | Walki        | Walki             | Klas. końcowa |
| Konkurencja         | Przeciwnik I | Przeciwnik II     | Miejsce       |
| ------------------- | ------------ | ----------------- | ------------- |
| styl wolny do 72 kg | (wolny los)  | Wang Jiao (CHN) L | XV            |